# Dictya pictipes
Dictya pictipes är en tvåvingeart som först beskrevs av Friedrich Hermann Loew 1859.  Dictya pictipes ingår i släktet Dictya och familjen kärrflugor. Inga underarter finns listade i Catalogue of Life.